# Aveluy Wood Cemetery (Lancashire Dump)
Aveluy Wood Cemetery, (Lancashire Dump) is een Britse militaire begraafplaats met gesneuvelden uit de Eerste Wereldoorlog, gelegen in het Franse dorp Mesnil-Martinsart (Somme). De begraafplaats werd ontworpen door Reginald Blomfield en ligt 1,2 km ten zuidoosten van het dorpscentrum. Ze is aangelegd op een aflopende helling en heeft een onregelmatig grondplan dat begrensd wordt door een bakstenen muur. Het Cross of Sacrifice staat centraal opgesteld. De begraafplaats  wordt onderhouden door de Commonwealth War Graves Commission.
Er worden 380 doden herdacht waarvan 172 niet geïdentificeerd konden worden.

## Geschiedenis
De begraafplaats werd aangelegd in juni 1916, enkele dagen voor het begin van de Slag aan de Somme, op een plek die door het Britse leger Lancashire Dump werd genoemd. Ze werd gebruikt door gevechtseenheden en hulpposten tot februari 1917, het moment waarop de Duitsers zich terugtrokken tot aan de Hindenburglinie. Tijdens het Duitse lenteoffensief van 1918 werd het bos van Aveluy op 5 april door hen ingenomen ondanks de hardnekkige verdediging door de 12th (Eastern), de 47th (London) en de 63rd (Royal Naval) Divisions. Uiteindelijk werd het eind augustus door de Britten heroverd. In september werd de begraafplaats opnieuw in gebruik genomen om de doden van deze slag te begraven. Na de wapenstilstand werden nog slachtoffers uit het bos van Aveluy en de wijde omgeving bijgezet.
Er liggen nu 354 Britten en 26 Australiërs begraven. Voor 20 doden werden Special Memorials opgericht omdat hun graven niet meer gelokaliseerd konden worden.

## Graven

### Onderscheidingen
- F.B. Joyce, kapitein bij de Sherwood Foresters (Notts and Derby Regiment) en Charles Lovatt, onderluitenant bij de Northumberland Fusiliers werden onderscheiden met het Military Cross (MC).
- sergeant George Ernest Banting en soldaat I. Guest ontvingen de Military Medal (MM).
- soldaat George Edward Wilson ontving de Distinguished Conduct Medal (DCM).

### Minderjarige militair
- A.H. Bartlett, soldaat bij de Lancashire Fusiliers was 17 jaar toen hij op 1 juni 1918 sneuvelde.

### Alias
- R.S. Garbutt diende onder het alias R.G. Sherwood bij de Lancashire Fusiliers.